# Kevorkian Death Cycle
I Kevorkian Death Cycle si formano a Los Angeles nei primissimi anni novanta dall'unione dei due tastieristi Ryan Gribbin e Roger Jarvis a Los Angeles, capitale della scena industrial del periodo e città natale di bands quali Penal Colony, Hate Dept., e Interzone. I due danno quindi vita a un progetto che mescola coscienza sociale a suoni industrial e beats techno, originariamente sotto il nome di Grid.
Con questo nome cominciano la loro avventura come crociati per il diritto alla morte, e nelle prime registrazioni scrivono molte canzoni sotto la bandiera di Kevorkian.
Dopo il cambio del nome in Kevorkian Death Cycle, la band realizza il loro primo album con la storica e ormai sparita Ras Dva label, dal titolo "Collection for Injection", e comincia ad apparire in numerose compilation.